# Apollo 14
Apollo 14 là nhiệm vụ vũ trụ có người thứ tám trong chương trình Apollo của Hoa Kỳ, và tàu vũ trụ thứ ba hạ cánh trên Mặt Trăng. Đây là lần cuối cùng của "nhiệm vụ H", với mục tiêu hạ cánh hai ngày ở trên mặt trăng với hai lần du hành gia đi bộ trên mặt trăng.
Tư lệnh Alan Shepard, phi công mô-đun phi công Stuart Roosa và phi công mô-đun Mặt Trăng Edgar Mitchell đã ra mắt nhiệm vụ chín ngày của họ vào ngày Chủ nhật, ngày 31 tháng 1 năm 1971, lúc 4:03:02 chiều. giờ EST. Thời gian cất cánh đã bị trì hoãn bốn mươi phút và hai giây, do giới hạn thời tiết của khu vực phóng tàu, và đây là sự chậm trễ đầu tiên như vậy trong chương trình Apollo.
Shepard và Mitchell thực hiện hạ cánh mặt trăng vào ngày 5 tháng 2 trong quá trình hình thành Fra Mauro - ban đầu là mục tiêu của sứ mệnh Apollo 13 bị hủy bỏ. Trong hai lần các phi hành gia đi bộ trên bề mặt ngoài Mặt Trăng, 94,35 pound (42,80 kg) đá mặt trăng đã được thu thập, và một số thí nghiệm khoa học đã được thực hiện. Shepard đánh hai quả bóng golf trên bề mặt mặt trăng với một cái xẻng tạm thời mà anh đã mang theo. Shepard và Mitchell đã dành 33½ giờ trên Mặt trăng, với gần 9 giờ đồng hồ đi bộ trên đó.
Sau hậu quả của Apollo 13, một số sửa đổi đã được thực hiện đối với hệ thống điện Mô-đun Dịch vụ để ngăn chặn sự lặp lại của tai nạn đó, bao gồm thiết kế lại các bình oxy và bổ sung một bình oxy thứ ba. Quá trình phóng lên đã được lên lịch vào ngày 1 tháng 10 năm 1970, và bị trì hoãn khoảng bốn tháng.